# 배트맨의 영화 목록
배트맨(Batman)이라는 캐릭터로 영화화된 사례는 많다.

## 영화 목록
- 배트맨 (1943년 영화)
- 배트맨 (1966년 영화)
- 배트맨 (1989년 영화)
- 배트맨 2
- 배트맨 3: 포에버
- 배트맨 4: 배트맨과 로빈
- 배트맨 - 유령의 마스크
- 배트맨: 킬링 조크 (영화)
- 레고 배트맨 무비
- 배트맨 비긴즈
- 다크 나이트
- 다크 나이트 라이즈
- 배트맨 대 슈퍼맨: 저스티스의 시작
- 수어사이드 스쿼드 (영화)
- 저스티스 리그 (영화)
- 잭 스나이더의 저스티스 리그
- 플래시 (2023년 영화)
- 조커 (2019년 영화)
- 조커: 폴리 아 되
- 더 배트맨 (영화)
- 더 배트맨 (영화)
- 더 브레이브 앤 더 볼드

## 같이 보기
- 슈퍼맨의 영화 목록
- 캣우먼 (영화)